# Thorben Laas

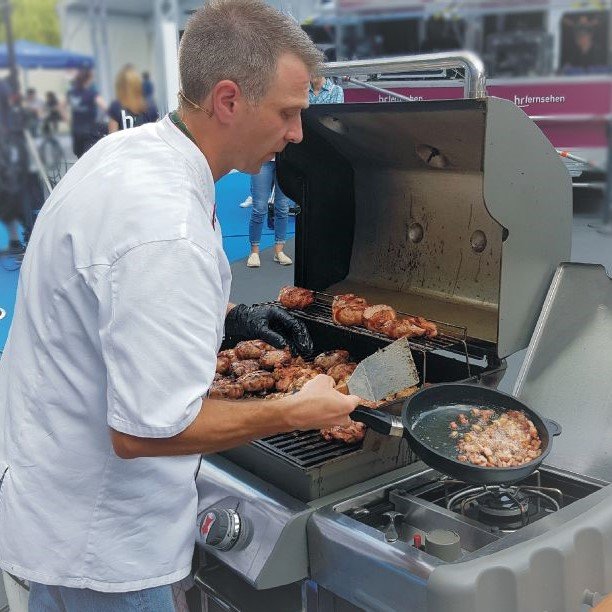
Thorben Laas beim Grillen auf dem Hessentag (2019)

Thorben Laas (* 26. August 1978 in Hanau) ist ein deutscher Koch und Kochbuchautor. Einem breiten Publikum wurde er seit 2015 durch regelmäßige Fernsehauftritte bei hallo hessen im hr-fernsehen bekannt.

## Leben
Laas wuchs in Gedern auf und erlernte von 1995 bis 1998 den Beruf des Kochs. Seit 1998 ist er Küchenchef in der Berghütte Hoherodskopfklause auf dem Hoherodskopf im Vogelsberg. Er ist Vater von zwei Kindern.
Seit April 2015 ist er in der Sendung hallo hessen im hr-fernsehen als Fernsehkoch zu sehen. Außerdem kochte er im Rahmen der Sendung live auf dem Hessentag 2017, Hessentag 2018, Hessentag 2019 und Hessentag 2023, sowie auf dem Erntefest in Witzenhausen 2023. Anfänglich lediglich sporadisch, seit Oktober 2016 erfolgten Auftritte im Format in großer Regelmäßigkeit, sodass er bisher in über 150 Ausgaben als Koch fungierte. Im Dezember 2017 brachte er sein erstes Kochbuch VogelsBergküche heraus. Im Dezember 2019 folgte VogelsBergküche Band2. Am 28. November 2021 veröffentlichte er sein drittes Kochbuch, VogelsBergküche Band3.
Im Dezember 2024 wurde er in die Enzyklopädie Successful People in Austria and Germany aufgenommen.
Er wohnt in Michelbach, einem kleinen Vogelsberger Dorf in der Gemeinde Schotten. Weiterhin ist er bei der Freiwilligen Feuerwehr aktiv.

## Werke
- 2017: VogelsBergküche
- 2019: VogelsBergküche Band2
- 2021: VogelsBergküche Band3